# Berestky (obwód doniecki)
Berestky (ukr. Берестки) – wieś na Ukrainie, w obwodzie donieckim, w rejonie pokrowskim, w hromadzie Kurachowe. W 2001 liczyła 198 mieszkańców.